# Central Hockey League
La Central Hockey League (CHL) è stata una lega professionistica di medio livello di hockey su ghiaccio nata nel 1992 e chiusa nel 2014 dopo 22 stagioni di attività. Nel corso della sua storia la CHL accolse franchigie provenienti da altre leghe minori fra cui la Southern Hockey League, la Western Professional Hockey League e l'International Hockey League. Dopo la chiusura di due franchigie al termine della stagione 2013-2014 le sette squadre rimaste furono accettate nella ECHL ponendo così fine alla storia della CHL.

## Storia
La Central Hockey League nacque nel 1992 grazie agli sforzi dei dirigenti Ray Miron e Bill Levins per riportare una lega di livello nel cuore degli Stati Uniti; il primo era già stato general manager dei Colorado Rockies, e inoltre era stato per un breve periodo il presidente della precedente Central Hockey League nel 1976. La stagione inaugurale 199-1993 vide la presenza di sei franchigie, gli Oklahoma City Blazers, i Tulsa Oilers, i Wichita Thunder, i Memphis RiverKings, i Dallas Freeze e i Fort Worth Fire. I Thunder e gli Oilers furono le due sole franchigie a disputare tutte e 22 le stagioni della lega. Nella stagione 1996-1997 si unirono alla CHL gli Huntsville Channel Cats, inoltre anche i Columbus Cottonmouths, i Macon Whoopee e i Nashville Nighthawks, formazioni che si sarebbero dovute iscrivere alla Southern Hockey League ma rimaste senza una collocazione a causa dello scioglimento della lega.
Dopo la morte di Levins il trofeo assegnato alla vincitrice dei playoff assunse il nome di Levins Cup, ma dopo otto anni nel 2000 Miron andò in pensione vendendo la lega e il trofeo assunse la denominazione di Ray Miron President's Cup. Dopo una lunga concorrenza durata per tutti gli anni '90 nel 2001 la Western Professional Hockey League (WPHL) si fuse con la CHL aggiungendo 10 nuove franchigie a partire dalla stagione 2001-2001, tuttavia molte di queste squadre sopravvissero pochi anni e l'ultima di queste, i Fort Worth Brahmas, si sciolse al termine della stagione 2012-2013. Nel 2010 fu l'International Hockey League a cessare le proprie attività portando così all'arrivo di cinque nuove squadre nella CHL.
L'8 marzo 2013 la Central Hockey League annunciò l'intenzione di fondare una nuova squadra a Brampton, i Brampton Beast, entrando così per la prima volta in Canada. Iniziarono però a emergere dei seri problemi per il futuro della lega, infatti dalle 18 squadre della stagione 2010-2011 si era scesi fino a sole 10 squadre nel campionato 2013-2014. Nell'estate del 2014 si sciolsero tre squadre portando il numero a sette. Per questo motivo il 7 ottobre 2014 fu annunciato che l'ECHL avrebbe assorbito le squadre rimaste della Central Hockey League a partire dalla stagione 2014-15 season, ponendo così fine alla CHL.

## Vincitori della Ray Miron President's Cup
- 1993 -  Tulsa Oilers
- 1994 -  Wichita Thunder
- 1995 -  Wichita Thunder
- 1996 -  Oklahoma C. Blazers
- 1997 -  Fort Worth Fire
- 1998 -  Col. Cottonmouths
- 1999 -  Huntsville Ch. Cats
- 2000 -  Indianapolis Ice
- 2001 -  Oklahoma C. Blazers
- 2002 -  Memphis RiverKings
- 2003 -  Memphis RiverKings

- 2004 -  Laredo Bucks
- 2005 -  Colorado Eagles
- 2006 -  Laredo Bucks
- 2007 -  Colorado Eagles
- 2008 -  Arizona Sundogs
- 2009 -  Fort Worth Brahmas
- 2010 -  Rapid City Rush
- 2011 -  B-S Mudbugs
- 2012 -  Fort Wayne Komets
- 2013 -  Allen Americans
- 2014 -  Allen Americans